# 名古屋製陶所
名古屋製陶所株式会社(なごやせいとうしょ)は、かつて愛知県名古屋市に本社を置き、衛生陶器、食器を製造・販売していた企業。

## 概要
1910年（明治43年）に、愛知県名古屋市千種にあった中村氏の工場を引き継ぎ、飛鳥井孝太郎と寺澤留四郎により、同所に白色ディナーセット類を製造する食器メーカーとして帝国製陶所が設立され、1911年（明治44年）に合資会社名古屋製陶所となった。1920年（大正9年）には、名古屋市で衛生陶器製造をしていた中央窯業株式会社を買収して山田工場を設立し、衛生陶器の製造を開始した。

## 沿革
- 明治43年（1910年） - 名古屋市千種に前身となる帝国製陶所が設立する[3]。
- 明治44年（1911年） - 名古屋市千種町弦月に合資会社名古屋製陶所を設立する[1]。
- 大正3年（1914年） - 寺澤留四郎が経営していた寺澤商店を合併する。
- 大正6年（1917年） - 株式会社名古屋製陶所に改組[4]。
- 大正9年（1920年） - 名古屋市東区山田にあった中央窯業株式会社（衛生陶器製造）[注釈 1][5]を買収し、山田工場（工場長：加藤千一）として稼働開始[2]。
- 大正12年（1922年） - タイルの生産を開始する[6]。
- 昭和11年（1936年） - 社名を名古屋製陶株式会社に変更する。
- 昭和13年（1938年） - 鳴海工場（後の鳴海製陶）が竣工する[7]。
- 昭和17年（1942年） - 企業統合令により東邦サニタリー製陶所株式会社を吸収合併し、軍需物資の生産に転換[2]。
- 昭和18年（1943年）
  - 5月 - 鳴海工場を住友金属工業に売却し、名古屋製陶株式会社が解散する[8]。
  - 月日不明 - 山田工場が独立し、名古屋製陶所株式会社（2代目）が設立する。
- 昭和34年（1954年） - 衛生陶器の製造を終える[9]。
- 昭和44年（1969年） - 株主総会の決議により、解散する[10]。

## 事業所
- 本社工場 ： 愛知県名古屋市東区東芳野町。
- 弦月工場 ：愛知県名古屋市東区弦月町。輪洋食器・建築用タイル生産工場[11]。明治44年(1911年)10月操業開始。現在は名古屋市立振甫中学校の校地となっている[12]。第2次世界大戦中に北海道岩見沢市に疎開移転したのち、北海道開発株式会社に買収され、同社の岩見沢製陶工場となった[11]。

- 山田工場 ： 愛知県名古屋市東区山田町。衛生陶器生産工場。大正9年(1920年)に中央窯業株式会社(大正6年竣工)を買収し、開設された[11]。
- 東京営業所 ：東京都
- 米国出張所 ： 米国